# 花莲海州常山
花莲海州常山（学名：Clerodendrum ohwi），又名大井氏海洲常山，为马鞭草科海州常山属下的一个种。

## 扩展阅读
- 維基物種上的相關：花莲海州常山